# 宮城県道42号築館栗駒公園線
宮城県道42号築館栗駒公園線（みやぎけんどう42ごう つきだてくりこまこうえんせん）は宮城県栗原市内を通る県道（主要地方道）である。

## 概要
栗原市築館の国道4号宮野交差点から分岐して栗駒国定公園内の栗駒山登山口がある「いわかがみ平」を結ぶ幹線道路で、栗駒方面への観光道路でもある。
途中の栗原市栗駒地区で10km弱にわたって国道457号と重複する。栗駒沼倉から国道457号を分岐して単独区間となり、1.5車線から2車線の山岳道路となり、いわかがみ平駐車場付近が終点となる。
秋の紅葉シーズンは耕英地区にある「いこいの村」跡地から終点の「いわかがみ平」までの区間でマイカー規制が敷かれ、シャトルバス又は路線バスでのアクセスとなる。紅葉シーズン終了後、この区間はゴールデンウィーク直前まで冬季閉鎖となる。

### 路線データ
- 総延長：36.7 km
- 実延長：25.6693 km[2]
- 起点：宮城県栗原市築館
- 終点：宮城県栗原市栗駒沼倉（通称：いわかがみ平）
- 冬季閉鎖区間：栗原市栗駒沼倉耕英（いこいの村跡地）～栗原市栗駒岩鏡平（いわかがみ平・終点） 3.4km[2]

## 歴史
2008年（平成20年）6月14日に発生した「平成20年岩手・宮城内陸地震」により土砂崩れや道路欠損の大きな被災を受け、栗駒沼倉から栗駒山方面が通行止めとなった。早期復旧に向け、大規模崩落があった柳沢地区の土砂撤去などの災害復旧工事が懸命に行われ、約2年後の2010年（平成22年）9月17日に全線通行規制が解除された。
- 1982年（昭和57年）4月1日 - 県道鳥屋築館線、栗駒岩出山線の一部、鳴子岩ケ崎線[5]の一部及び栗駒公園線が、「築館栗駒公園線」として建設省（現・国土交通省）から初めて主要地方道の指定を受ける。[6]
- 1983年（昭和58年）1月11日 - 宮城県が主要地方道61号として「築館栗駒公園線」を路線認定[7]。同時に一般県道140号鳥屋築館線、214号栗駒公園線を路線廃止[8]。
- 1993年（平成5年）
  - 5月11日 - 建設省から、県道築館栗駒公園線が築館栗駒公園線として主要地方道に指定される[9]。
  - 10月19日 - 県道番号が決定[10]され、従前の主要地方道61号から、県道42号に変更される。（12月1日より施行）

## 路線状況

### 重複区間
- 宮城県道17号栗駒岩出山線（栗原市栗駒片子沢 - 栗原市栗駒稲屋敷）
- 国道457号（栗原市栗駒稲屋敷 - 栗原市栗駒沼倉）

### 道路施設
- 新玉山トンネル
栗原市栗駒沼倉にあるアーチ構造のトンネル。宮城県の県道トンネルとしては２位の長さを誇る。（2022年4月現在）。長さ1,220m、高さ4.7m。1999年竣工。[2]
- 薄木トンネル
栗原市栗駒沼倉にあるアーチ構造のトンネル。長さ230m、高さ4.5m。1989年竣工[2]。
- 洞万スノーシェッド（栗原市）：194.5m[2]
- 第1スノーシェルター（栗原市）：200.5m[2]
- 第2スノーシェルター（栗原市）：201.0m[2]
- 第3スノーシェルター（栗原市）：311.0m[2]

## 地理

### 通過する自治体
- 栗原市

### 交差する道路
- 国道4号（栗原市築館、起点）
- 宮城県道17号栗駒岩出山線（栗原市栗駒片子沢）
- 国道457号、宮城県道17号栗駒岩出山線、宮城県道181号大鳥沢辺線（栗原市栗駒稲屋敷）
- 宮城県道179号文字上尾松線（栗原市栗駒大鳥町）
- 宮城県道4号中田栗駒線（栗原市栗駒岩ヶ崎）
- 国道457号（栗原市栗駒沼倉）
- 宮城県道49号栗駒平泉線（栗原市栗駒岩ヶ崎）

### 沿線
- 櫻田山神社
- 宮城県岩ヶ崎高等学校
- 栗駒山麓ジオパークビジターセンター
- 栗駒ダム（栗原市栗駒沼倉）
- 行者滝
- 駒の湯温泉
- 栗駒山
  - 栗駒レストハウス

### 交通量[11]
令和３年度・12時間交通量
- 栗原市築館下宮野宮当 - 6,197台
- 栗原市栗駒沼倉耕英東 - 347台